# Inga stipularis
Inga stipularis är en ärtväxtart som beskrevs av Dc. Inga stipularis ingår i släktet Inga och familjen ärtväxter. IUCN kategoriserar arten globalt som livskraftig. Inga underarter finns listade i Catalogue of Life.